# Хаккани, Джалалуддин
Джелалуддин Хаккани (1939, Пакт, Королевство Афганистан — 3 сентября 2018, Хост, Исламская Республика Афганистан) — один из лидеров джихадистской и повстанческой группировки Талибан, крупный полевой командир Афганской войны, этнический пуштун.
Начинал карьеру у Юнуса Халеса. Во время войны против СССР был одним из ключевых получателей помощи ЦРУ и арабских государств; президент Рональд Рейган называл его «борцом за свободу», а конгрессмен Чарли Уилсон — «воплощённой добротой». Хаккани стал первым полевым командиром, занявшим в ходе военных действий крупный населенный пункт, Хост в 1991 году. После взятия Кабула моджахедами в 1992 году он был назначен министром юстиции в первом правительстве моджахедов. Он получал щедрую поддержку от арабских стран по сравнению с другими лидерами сопротивления. Во время пребывания талибов у власти, он занимал пост министра границы, министра по делам племен и губернатора провинции Пактия.
В 1990-е годы Хаккани воевал за движение Талибан и стал одним из его лидеров, а после начала военных действий блока НАТО против Талибана — военным командиром движения «Сеть Хаккани».

## Смерть
3 сентября 2018 года террористическое движение Талибан сообщило о смерти Хаккани в результате продолжительной болезни.